# Maechidius stradbrokensis
Maechidius stradbrokensis är en skalbaggsart som beskrevs av Lea 1919. Maechidius stradbrokensis ingår i släktet Maechidius och familjen Melolonthidae. Inga underarter finns listade i Catalogue of Life.